# Švihadlo (hudební skupina)
Švihadlo je česká hudební skupina, která hraje reggae a dub.

## Historie
Kapela vznikla v roce 1983 v Mladé Boleslavi, ale ještě pod názvem „Nouzový východ“. Prvotní sestava byla Petr Šturma (kytara a zpěv), Jan Dusil (basová kytara a zpěv) a František Pánek (bicí a zpěv). První koncert měla kapela až v roce 1984 na kulturní akci v KD Mladá Boleslav. V tomto roce měla kapela také koncert v Praze na akci Hanspaulské hudební léto, kde sklidila velký úspěch a také byla pozvána na festival v Ostrově nad Ohří. Někdy touto dobou se také měnil název kapely z původního „Nouzový východ“ na „Švihadlo“, ale jak sami členové kapely tvrdí – „Nikdo už dnes ale neví přesně kdy, ani proč“.

## Kapela
- Petr Šturma – zpěv, kytara (od roku 1983)
- Marie Šturmová – zpěv, conga (od roku 1983)
- Jiří Charypar – zpěv, kytara (od roku 1991)
- Josef Marek – basa (od podzimu 1997)
- Jakub Kočí - bicí (od roku 2017)
- Vítek Koch - bicí (od roku 2023)
- Hynek Šturma - klávesy (od roku 2017)
- Jarunka Kopecká - zpěv (od roku 2022)
- Bharata Rajnošek - saxofon, j.stálý host (od roku 1994)
- Yannick Tevi - zpěv, kytara j.h. (od roku 2014)

## Diskografie
- Reggae vol.1 (1994)
- Slunce (1997)
- Sám si to nevychutnám (2002)
- Pozpátku (2003)
- REGGAE minideSKA (2004)
- Oči otevřený (2005)
- V síti single (2010)
- Času je málo (2011)
- Best of 1983-2013 / 30 let Švihadlo (2013)
- Vůně trávy (2020)